# Hamla (rodd)
Att hamla (äldre svenska hambla) innebär att man "ror baklänges", dvs sätter i åran så långt akterut man kan och för årbladet föröver genom vattnet. Denna manöver görs när man backar eller ändrar båtens riktning.